# باتريك نجولا
باتريك نجولا لاعب كرة قدم كاميروني، يلعب في خط الدفاع.

## روابط خارجية
باتريك نجولا على موقع قاعدة بيانات كرة القدم.إي يو (الإنجليزية)
- باتريك نجولا على موقع ناشيونال فوتبول تيمز (الإنجليزية)